# Закшевский, Игнатий
Игнатий Закржевский (Игна́цы Закже́вский; пол. Ignacy Zakrzewski, 1745—1802) — польский государственный деятель.
Принимал активное участие в работе Четырёхлетнего сейма, выступая сторонником законопроектов о местном самоуправлении; один из них — проект Сухоржевского о самоуправлении в городах, подчинённых королю, — был принят большинством отчасти благодаря влиянию Закжевского. Он одним из первых записался в списки варшавских горожан и 16 апреля 1792 был выбран в президенты городского совета Варшавы. 
Когда готовилась Тарговицкая конфедерация, Закржевский, сторонник конституции 1791, оставил президентский пост. Восстание Костюшко заставило его 18 апреля 1794 снова стать во главе городского самоуправления. Он взял на себя охрану замка, арестантов и военнопленных и всё гражданское управление. Позже был выбран первым президентом в Высший народный совет. После капитуляции Варшавы он находился в лагере народного ополчения. Когда оно сложило оружие, Закржевский был задержан и перевезён в Петербург, где содержался под стражей вплоть до восшествия на престол императора Павла I. Из политических речей его наиболее известна речь в пользу наследственности престола; она была напечатана в сборнике «Orzel biały» (т. V, 1820).